# Rómulo Macciò
Rómulo Macciò (29 de abril de 1931-Buenos Aires, 10 de marzo de 2016-Buenos Aires) fue un pintor argentino asociado con la década de los 60.

## Biografía
Autodidacta, trabajó en publicidad y artes gráficas; exhibió por vez primera en la Galería Galatea en 1956, despertando el interés de Clorindo Testa y Rogelio Polesello uniéndose al Grupo Boa y ganado el Premio De Ridder Prize en 1959. 
Formó parte del grupo Siete Pintores Abstractos. Junto con Jorge de la Vega, Ernesto Deira y, fugazmente, Enrique Sobisch, fue uno de los representantes más destacados de la corriente denominada Nueva Figuración.
Ganó el premio internacional del Instituto Di Tella en 1962, convirtiéndose en sinónimo de la vanguardia junto a otros, como Luis Felipe Noé. Además recibió un Premio Konex por cada edición de Artes Visuales que se hace cada 10 años (1982, 1992 y 2002), en donde se premia lo mejor de cada década, por lo que significó, según la Fundación Konex, que durante 30 años estuvo entre los 5 mejores pintores de la Argentina.
Macciò realizó exhibiciones en Europa y América, con retrospectivas e inclusión en colecciones como las del Museo Nacional de Bellas Artes (Buenos Aires) y del exterior.

## Exposiciones (selección)
- 1963 - Bienal de San Pablo.
- 1967- Instituto Di Tella, Buenos Aires.
- 1968- Biennale di Venezia, Pabellón Argentino.
- 1969 -Centro de Relaciones Interamericanas, Nueva York.
- 1976 - Museo de Arte Moderno, México DF.
- 1977 - Museo de Arte Moderno, París.
- 1985 - Bienal de San Pablo.
- 1987 - Salas Nacionales, Buenos Aires.
- 1988 -Biennale di Venezia.
- 1990 - Sala Saint Jean, Hotel de Ville, París.
- 1991 - Castello Sforzesco, -Sala Viscontea, Milán; Instituto Italo Latinoamericano, Roma.
- 1996 -Museo Cuevas, México DF.
- 1997- Fundación PROA, Buenos Aires.
- 1999 - Centro Cultural Recoleta, Buenos Aires.